# Eurylaimus steerii
El  eurilaimo de Mindanao  o pico ancho caranculado (Eurylaimus steerii) es una especie de ave paseriforme de la familia Eurylaimidae endémica de Filipinas.

## Distribución y hábitat
Como su nombre indica se encuentra únicamente en la isla de Mindanao y algunas pequeñas islas aledañas, en el sur de las Filipinas.
Su hábitat natural son los bosques húmedos de tierras bajas, los manglares y las zonas de matorral. 
Está amenazado por la pérdida de hábitat.